# Giuliano Andreuzza
Giuliano Andreuzza (Noventa di Piave, 20 gennaio 1950) è un allenatore di calcio ed ex calciatore italiano, di ruolo difensore.

## Carriera

### Giocatore

Andreuzza al Pescara nel 1975

Ha iniziato la sua carriera all'età di 14 anni tra le file delle giovanili del Genoa. Nel 1968-69 ha giocato nel Rapallo Ruentes in Serie C. Nel 1969-70 rientra al Genoa in Serie B e nel 1970-1971 milita nella Lazio in Serie A, senza collezionare presenze in campionato ma Campione d'Italia nel Campionato De Martino e vincitore della Coppa delle Alpi con la squadra romana. Nel 1971-1972 ritorna al Genoa e a seguire va al Potenza. Nel 1972-1973 gioca nella Turris e nelle annate 1973-1974 e 1974-1975 gioca nel Parma. Dal 1975 al 1979 gioca nel Pescara. Ha disputato da titolare il campionato 1977-78 con la maglia degli abruzzesi, totalizzando 29 presenze in campionato nella stagione di esordio del Pescara in Serie A. Nel 1979-80 gioca nella Ternana e nel 1980-81 gioca la sua ultima stagione da calciatore con il Padova.
Sono 7 le stagioni giocate da Andreuzza in B tra le file di Genoa, Parma, Pescara e Ternana, per un totale di 234 presenze e 6 reti, conquistando due promozioni in A, entrambe col Pescara, nelle stagioni 1976-1977 e 1978-1979; con questa maglia esordì in Serie A l'11 settembre 1977 nella sconfitta casalinga contro il Napoli per 3-1.

### Allenatore
Finita la carriera da calciatore, ha intrapreso quella di allenatore, guidando squadre di Terza Categoria ed Eccellenza, conquistando 6 promozioni.
Dal 2010 allena il settore giovanile del Noventa di Piave ed è il coordinatore degli allenatori della società. Durante la stagione 2013/2014 subentra da traghettatore alla guida della prima squadra conducendola dopo soli 5 allenamenti e 2 partite alla vittoria del campionato. Si tratta del decimo campionato vinto da allenatore per "l'Ancelotti veneziano". Il 29 maggio 2016 da mister in seconda aiuta la squadra pulcini del suo paese a conquistare per la prima volta nella storia il prestigioso memorial "Claudio Geromel".È l'allenatore attualmente più vincente di Noventa dì Piave .

## Palmarès

### Giocatore

#### Competizioni nazionali
- Serie C2: 1

Padova: 1980-1981

#### Competizioni internazionali
- Coppa delle Alpi: 1

Lazio: 1971

#### Altre competizioni
- Campionato De Martino: 1

Lazio: 1970-1971